# Споменик природе Промуклица
Промуклица је споменик природе који се налази у селу Островица, у општини Тутин у Западној Србији. Проглашено је заштићеним подручјем прве категорије, то јест подручјем изузетног значаја.

## Значај и одлике
Промуклица је једна од ретких појава овог типа у југозападном делу Србије. Састоји се од два интермитентна извора и једног сталног извора. Интермитентни извори имају различите начине рада - истицања и мировања, по чему је Промуклица јединствена у Србији.
Простор који обухвата саму потајницу Промуклицу и њену непосредну околину, део клисурастог сужења реке Видрењак и речне терасе, представља комплекс хидролошких, морфолошких објеката. Укупна површина Споменика природе „Интермитентни извор - Промуклица“ је 7.20,81 хектара.

## Уредба и проглашење природним добром
Валда доноси уредбу о проглашењу Споменика природе „Промуклица”
"Службени гласник РС", број 101 од 19. септембра 2014.